# Springfield (Ohio)
Springfield je město v americkém státě Ohio v Clark County. V roce 2010 zde žilo 60 608 obyvatel.

## Poloha
Springfield se nachází 45 mil západně od Columbusu a 25 mil severovýchodně od Daytonu. Městem protéká řeka Mad River.

## Ocenění
V roce 2004 získalo město titul All-America City Award.

## Osobnosti města
- Lillian Gishová (1893 – 1993), herečka
- Berenice Abbottová (1898 – 1991), fotografka
- Justin Chambers (* 1970), herec
- John Legend (* 1978), r'n'b zpěvák, skladatel a klavírista

## Partnerská města
- Casey, Austrálie
- Kragujevac, Srbsko
- Piteşti, Rumunsko
- Lutherstadt Wittenberg, Německo